# Banjo-Kazooie: Grunty’s Rache
Banjo-Kazooie: Grunty’s Rache (engl. Originaltitel Banjo-Kazooie: Grunty’s Revenge) ist ein 2003 erschienener Ableger des Nintendo-64-Spiels Banjo-Kazooie für den Game Boy Advance, entwickelt vom britischen Entwickler Rare und vertrieben von THQ. Wie sein großes Vorbild ist auch dieser Titel vom Genre der Jump ’n’ Run, wird aber als zweidimensionales Spiel aus der Vogelperspektive betrachtet. Es ist das erste Spiel von Rare, das auf einer Nintendo-Konsole veröffentlicht wurde, nachdem ein Großteil der Firmenanteile von Microsoft übernommen worden war.

## Handlung
Die Handlung setzt zwei Monate nach den Ereignissen von Banjo-Kazooie ein, in deren Verlauf Gruntilda von der Spitze ihres Turmes fiel und unter einem Felsen begraben wurde. Da es ihrem Diener Klungo auf normalem Wege nicht gelingt, den Felsen, der Gruntilda unter sich begräbt, zu beseitigen, beschließt er, eine robotische Gruntilda-Variante (Robo-Grunty) zu bauen, in die Gruntilda ihre Seele transferiert.
Um Rache an Banjo und seiner Freundin Kazooie nehmen zu können, entführt Gruntilda Kazooie und reist mit ihr zwei Jahrzehnte in der Zeit zurück. Ihr Plan ist es, zu verhindern, dass sich Banjo und Kazooie jemals treffen können. So würden Banjo und Kazooie niemals zu einem Duo werden und Gruntildas Niederlage wäre ebenfalls niemals passiert. Mit der Hilfe von Mumbo Jumbo gelingt es jedoch auch Banjo, in die Vergangenheit zu reisen, um Gruntildas Pläne zu vereiteln.
Der Ausgang des Spiels vereint Banjo wieder mit Kazooie, während Gruntilda durch eine erneute Niederlage im Kampf mit Banjo in ihren immer noch unter dem Felsen begrabenen Körper zurückkehren muss. Gruntilda gibt Klungo die Anweisung, Kontakt mit ihren Schwestern aufzunehmen, wodurch die Ereignissen von Banjo-Tooie eingeleitet werden.

## Gameplay
Der größte Teil des Spiels verläuft in der Vergangenheit, sodass der Spieler viele Charaktere in jüngerer Gestalt wiedertrifft.

## Technik
Das Spiel ist aufgrund der eingeschränkten Leistungsfähigkeiten in 2D gehalten. Um dennoch 3D zu simulieren, verwendeten die Hersteller die Vogelperspektive und vorgerenderte Grafiken.

## Kritiken
Banjo-Kazooie: Grunty's Revenge wurde generell durchschnittlich bis gut bewertet.
Die Handlung des Spiels wurde scharf kritisiert und es wurde bemängelt, dass die geschichtlichen Veränderungen, die während der Zeitreise auftreten, verworfen werden:
"This story is extremely half-baked because, honestly, barely anything in the game ever refers to time travel. Players never manipulate the space-time continuum with anything they do. It's a badly-written plot that's supposed to tie the whole game together, but the result is a tale that's limply woven with some missed opportunities for in-jokes or references to past Banjo games." – IGN Review
Auch können die Moves von Banjo-Tooie eingesetzt werden, obwohl es in der Banjo-Kazooie-Zeitleiste hinter ihm angesiedelt ist.
Da Banjo-Kazooie: Grunty's Revenge Rares erstes Spiel auf dem GBA war, wurden ihm einige graphische und soundbezogene Schwächen verziehen. Jedoch wurde bemängelt, dass durch die 2D-Ansicht manche Gegenstände nur schwer zu entdecken waren.
"The biggest issue in Banjo-Kazooie: Grunty's Revenge is its perspective. Since the game utilizes 3D-style platform hopping in a 2D, overhead engine, it's extremely difficult to judge height and distance since the reference between platforms isn't as clear as if it was rendered in realtime 3D. The developers do their best to help players orient themselves through well-drawn backgrounds and a shadow under the characters...but even then some tiling issues in some areas make it difficult to tell what's a platform and what's simply a vertical wall. At the very least, players will remember the height differences since the game requires them to continuously go back and forth over the different levels multiple times in order to collect every single item in the game." – IGN Review